# 고령 신씨 신도비 군

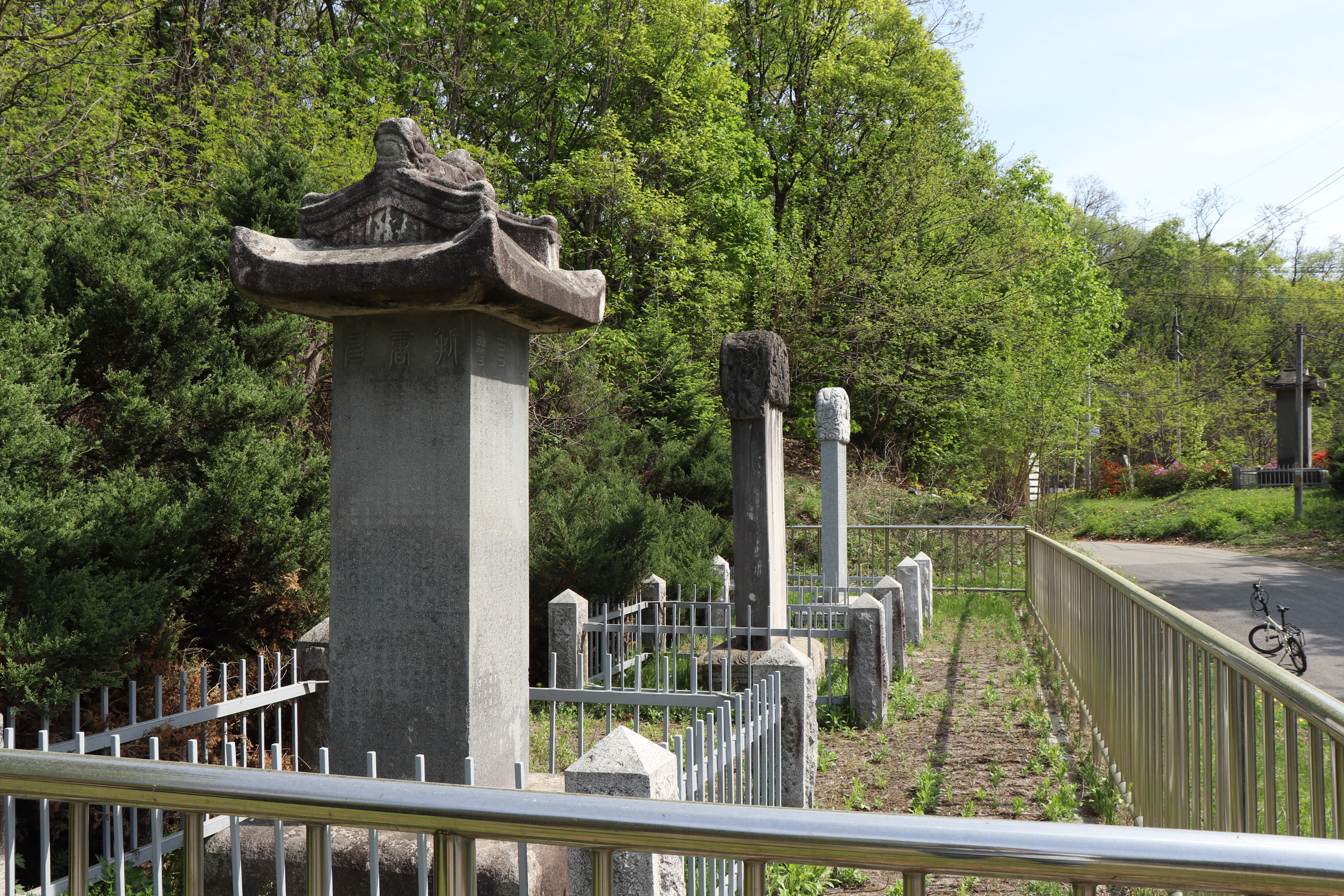

고령 신씨 신도비 군은 경기도 동두천시 상패동에 있는 신도비이다. 1986년 4월 28일 동두천시의 향토문화재 제10호로 지정되었다가, 2011년 7월 13일 지정이 해제되었다.

## 개요
고령신씨 신도비군은 신용개(申用漑)·신발(申橃)·신량(申湸)·신익상(申翼相) 등 네 분의 신도비를 말한다. 본래는 남양주 선영하에 있었던 것을 옮긴 것이라 한다.
신용개(1463~1514)의 자는 개지(漑之), 호는 이요정(二樂亭)으로, 조선 초기의 명신 신숙주(申叔舟)의 손자이다. 1488년(성종 19) 별시문과에 급제한 뒤 도승지, 우참찬, 대사헌을 거쳐 이조, 병조, 예조의 판서, 우찬성을 엮임했다. 다시 우의정이 되고 1518년(중종 13) 좌의정에 올랐다. 시호는 문경(文景)이다. 비제(碑題)는 [문경공신도비명(文景公神道碑銘)]이라 전서로 썼고 비문은 이행(李荇)이 지었다. 이수를 포함한 비의 총 높이는 256㎝, 폭은 85㎝, 두께는 20㎝이다.
신발(1523~1616)의 자는 제백(濟伯)으로, 용개의 증손이며 아버지는 여주(汝柱)이다. 효자의 아들로 천거받아 30세에 사재감(司宰監)의 참봉으로 기용되었고, 80세에 노인직(老人職)으로 당상(堂上)에 오르고, 90세에 동지중추부사([同知中樞府事)가 되었다. 비제는 [동지중추부사신도비명([同知中樞府事神道碑銘)]이라 썼고, 비문은 김상헌(金尙憲)이 지었다. 비의 총 높이는 240㎝, 폭은 82㎝, 두께는 27㎝이다.
신량(1596~1663)의 자는 양지(湸之), 호는 호은(湖隱)으로, 발(橃)의 손자이며, 아버지는 응구(應渠)이다. 사마시에 합격한 뒤 공조좌랑(工曹佐郞), 구례현감(求禮縣監)을 지냈다. 효종 때 군기시(軍器寺)·제용감(濟用監)·군자감(軍資監)·예빈시(禮賓寺)의 정(正)을 지냈다. 비제는 [증이조판서신공신도비명(贈吏曹判書申公神道碑銘)]이라 했고, 비문은 박세채(朴世采)가 지었다.
신익상(1634~1697)의 자는 숙필(叔弼), 호는 성재(醒齋)로서, 양(湸)의 아들이다. 1662년(현종 3) 정시문과(庭試文科)에 급제한 뒤 대사헌을 거쳐 1694(숙종 20년) 공조판서, 이듬해 우의정에 올랐다. 시호는 정간(貞簡)이다. 비제는 [증시정간공신도비명(贈諡貞簡公神道碑銘)]이라 되어 있는데 비문은 윤증(尹拯)이 지었고 최석정(崔錫鼎)이 비제를 전서로 썼다. 비신의 높이는 285㎝, 폭은 94㎝, 두께는 90㎝이며, 위에 옥개(屋蓋)를 얹었다. 

## 해제 사유
4기중 1기 신도비의 이전에 따른 현상변경

## 같이 보기
- 신용개 신도비

## 참고 문헌
- 향토유적총람-시·군지정편
- 동두천시사. 下